# Хеттская клинопись
Хеттская клинопись — реализация клинописного письма, используемая для записи хеттского языка. Сохранившийся корпус хеттских текстов сохранился в клинописи на глиняных табличках, датируемых 2-м тысячелетием до н. э. (XVII—XII века до н. э.).
Хеттская орфография была напрямую заимствована из древневавилонской клинописи. Как отмечают Мелчерт и Хоффнер в «Грамматике хеттского языка»: «Принято считать, что Хаттусили I (ок. 1650—1600 гг.) во время своих военных походов в Северную Сирию захватил писцов, которые использовали форму позднего древневавилонского слогового письма, и эти пленники составили ядро первой академии писцов в Хаттусе». С другой стороны, Алвин Клукхорст, утверждая, что хеттская клинопись произошла от древневавилонской, ставит под сомнение роль Хаттусили I в её принятии: «перенос сиро-вавилонской писцовой традиции в Малую Азию мог быть более постепенным процессом, который предшествовал оккупации Хаттусы хеттами». Ниже представлена древнеаккадская клинопись, поэтому большинство показанных символов на самом деле, это не те, которые используются в хеттских текстах. Примеры настоящей хеттской клинописи см. на домашней странице The Hittite Grammar Homepage или в других авторитетных источниках. Hethitisches Zeichenlexikon («Список клинописных знаков», обычно называемый HZL) Рюстера и Ноя перечисляет 375 клинописных знаков, используемых в хеттских документах (11 из них появляются только в хурритских и хаттских глоссах), по сравнению с примерно 600 знаками, используемыми в древнеассирийском языке. Около половины знаков имеют слоговые значения, остальные используются как идеограммы или логограммы для представления всего слова — так же, как символы «$», «%» и «&» используются в современном английском языке.
Клинописные знаки могут использоваться в трех функциях: силлабограммы, аккадограммы или шумерограммы. Силлабограммы — это символы, которые представляют слог. Аккадограммы и шумерограммы — это идеограммы, изначально взятые из более ранней аккадской или шумерской орфографии соответственно, но не предназначенные для произношения как в исходном языке; шумерограммы в основном являются идеограммами и определителями.
- Силлабограммы транскрибируются курсивом строчными буквами
- Аккадограммы — курсивом заглавными буквами
- Шумерограммы — обычными заглавными буквами.

Таким образом, знак GI 𒄀 может использоваться (и транскрибироваться) тремя способами: как хеттский слог gi (также ge); в аккадском написании QÈ-RU-UB предлога «рядом» как QÈ и как шумерская идеограмма GI для «трубы» также в верхнем индексе, GI, когда используется как детерминатив.

## Слоговая азбука
Слоговая азбука состоит из отдельных гласных (V), гласных, которым предшествует согласная (CV), гласных, за которыми следует согласная (VC), и гласных, окружённых согласными (CVC). Эта система различает следующие согласные (в частности, опуская аккадскую серию s),
b, p, d, t, g, k, ḫ, r, l, m, n, š, z,
в сочетании с гласными a, e, i, u. Вводятся дополнительные знаки ya (=I.A 𒄿𒀀), wa (=PI 𒉿) и wi (=wi5=GEŠTIN 𒃾 «вино»). Контраст ассирийской звонкой/глухой серии (k/g, p/b, t/d) не используется для выражения звонкого/глухого контраста в хеттском; они используются в некоторой степени взаимозаменяемо в некоторых словах, в то время как другие слова пишутся последовательно. Контраст в этих случаях не совсем ясен, и было предложено несколько интерпретаций базовой фонологии.
Аналогично, цель вставки дополнительной гласной между силлабограммами (часто называемой «пленным написанием» гласных) не ясна. Примерами такой практики являются -a- в iš-ḫa-a-aš «хозяин» или в la-a-man «имя», ú-i-da-a-ar «во́ды». В некоторых случаях это может указывать на унаследованный долгий гласный (lāman, родственно лат. nōmen; widār, родственно др.-греч. ὕδωρ), но он также может иметь другие функции, связанные с «акцентуацией слова».

### V
| a 𒀀      |
| e 𒂊      |
| i 𒄿      |
| u 𒌋, ú 𒌑 |

### CV
|    | b-       | p-       | d-       | t-   | g-       | k-       | ḫ-         | l-       | m-         | n-         | r-       | š-         | w-    | y-   | z-         |
| -- | -------- | -------- | -------- | ---- | -------- | -------- | ---------- | -------- | ---------- | ---------- | -------- | ---------- | ----- | ---- | ---------- |
| -a | ba 𒁀     | pa 𒉺     | da 𒁕     | ta 𒋫 | ga 𒂵     | ka 𒅗     | ḫa 𒄩       | la 𒆷     | ma 𒈠       | na 𒈾       | ra 𒊏     | ša 𒊭       | wa 𒉿  | ya 𒅀 | za 𒍝       |
| -e | be 𒁁     | pé, pí 𒁉 | de, di 𒁲 | te 𒋼 | ge, gi 𒄀 | ke, ki 𒆠 | ḫe 𒄭, ḫé 𒃶 | le, li 𒇷 | me 𒈨, mé 𒈪 | ne 𒉈, né 𒉌 | re, ri 𒊑 | še 𒊺       |       |      | ze 𒍣, zé 𒍢 |
| -i | bi 𒁉     | pé, pí 𒁉 | de, di 𒁲 | ti 𒋾 | ge, gi 𒄀 | ke, ki 𒆠 | ḫi 𒄭       | le, li 𒇷 | mi 𒈪       | ni 𒉌       | re, ri 𒊑 | ši 𒅆       | wi5 𒃾 | zi 𒍣 |            |
| -u | bu, pu 𒁍 | bu, pu 𒁍 | du 𒁺     | tu 𒌅 | gu 𒄖     | ku 𒆪     | ḫu 𒄷       | lu 𒇻     | mu 𒈬       | nu 𒉡       | ru 𒊒     | šu 𒋗, šú 𒋙 |       | zu 𒍪 |            |

### VC
|    | -b               | -p               | -d               | -t               | -g               | -k               | -ḫ               | -l   | -m       | -n   | -r         | -š      | -z       |
| -- | ---------------- | ---------------- | ---------------- | ---------------- | ---------------- | ---------------- | ---------------- | ---- | -------- | ---- | ---------- | ------- | -------- |
| a- | ab, ap 𒀊         | ab, ap 𒀊         | ad, at 𒀜         | ad, at 𒀜         | ag, ak 𒀝         | ag, ak 𒀝         | aḫ, eḫ, iḫ, uḫ 𒄴 | al 𒀠 | am 𒄠     | an 𒀭 | ar 𒅈       | aš 𒀸    | az 𒊍     |
| e- | eb, ep, ib, ip 𒅁 | eb, ep, ib, ip 𒅁 | ed, et, id, it 𒀉 | ed, et, id, it 𒀉 | eg, ek, ig, ik 𒅅 | eg, ek, ig, ik 𒅅 | aḫ, eḫ, iḫ, uḫ 𒄴 | el 𒂖 | em, im 𒅎 | en 𒂗 | er, ir 𒅕   | eš 𒌍, 𒐁 | ez, iz 𒄑 |
| i- | eb, ep, ib, ip 𒅁 | eb, ep, ib, ip 𒅁 | ed, et, id, it 𒀉 | ed, et, id, it 𒀉 | eg, ek, ig, ik 𒅅 | eg, ek, ig, ik 𒅅 | aḫ, eḫ, iḫ, uḫ 𒄴 | il 𒅋 | em, im 𒅎 | in 𒅔 | er, ir 𒅕   | iš 𒅖    | ez, iz 𒄑 |
| u- | ub, up 𒌒         | ub, up 𒌒         | ud, ut 𒌓         | ud, ut 𒌓         | ug, uk 𒊌         | ug, uk 𒊌         | aḫ, eḫ, iḫ, uḫ 𒄴 | ul 𒌌 | um 𒌝     | un 𒌦 | ur 𒌨, úr 𒌫 | uš 𒍑    | uz 𒊻     |

### CVC
- Ḫ: ḫal 𒄬 ; ḫab/p 𒆸 ; ḫaš 𒋻; ḫad/t 𒉺 (=pa, PA «скипетр»); ḫul (=ḪUL «злой»); ḫub/p 𒄽; ḫar/ḫur 𒄯 (ḪAR «кольцо», ḪUR «толстый», MUR «лёгкое»)
- K/G: gal 𒃲 (=GAL «великий»); kal, gal9 𒆗; kam/gám 𒄰 (=TU7 «суп»); k/gán 𒃷 (=GÁN «поле»); kab/p, gáb/p 𒆏 (=KAB «левый»); kar (=KAR «найти»); k/gàr 𒃼; k/gaš 𒁉 (=bi, KAŠ «пиво»); k/gad/t 𒃰 (=GAD «льняной»); gaz 𒄤 (=GAZ «убить»); kib/p; k/gir 𒄫; kiš 𒆧 (=KIŠ «вселенная»); kid/t9 𒃰 (=gad); kal 𒆗 (=KAL «сильный»); kul 𒆰 (=KUL «отпрыск»); kúl, gul 𒄢 (=GUL «сломать»); k/gum 𒄣; kur 𒆳 (=KUR «страна»); kùr/gur 𒄥
- L: lal 𒇲 (=LAL «связывать»); lam 𒇴; lig/k 𒌨 (=ur); liš 𒇺 (=LIŠ «ложка»); luḫ 𒈛 (=LUḪ «министр»); lum 𒈝
- M: maḫ 𒈤 (=MAḪ «великий»); man (=MAN «20»); mar 𒈥; maš 𒈦 (=MAŠ «half»); meš (=«90»); mil/mel 𒅖 (=iš); miš 𒈩 ; mur 𒄯 (=ḫur); mut (=MUD «кровь»)
- N: nam 𒉆 (=NAM «район»); nab/p 𒀮; nir 𒉪; niš (=man)
- P/B: p/bal 𒁄; pár/bar 𒈦 (=maš); paš ; pád/t, píd/t 𒁁; p/bíl 𒉋 (=GIBIL «новый»); pir; p/biš,pùš 𒄫 (=gir); p/bur
- R: rad/t 𒋥; riš 𒊕 (=šag)
- Š: šaḫ 𒋚 (=ŠUBUR «свинья»); šag/k 𒊕 (=SAG «голова»); šal 𒊩 (=MUNUS «женщина»); šam 𒌑 (=ú); šàm ; šab/p ; šar 𒊬 (=SAR «растение»); šìp ; šir 𒋓 (=ŠIR «тестикулы»); šum 𒋳; šur 𒋩
- T/D: t/daḫ, túḫ 𒈭; tág/k, dag/k 𒁖; t/dal 𒊑 (=ri); tám/dam 𒁮 (=DAM «жена»); t/dan 𒆗 (=kal); tab/p, dáb/p 𒋰 (=TAB «2»); tar 𒋻; t/dáš,t/diš 𒁹 («1»); tàš 𒀾; tin/tén 𒁷; t/dim 𒁴 ; dir (=DIR «красный»); tir/ter 𒌁 (=TIR «лес»); tíš ; túl 𒇥; t/dum 𒌈; t/dub/p 𒁾 (=DUB «глиняная табличка»); túr/dur 𒄙 (=DUR «полоска»)
- Z: zul 𒂄; zum 𒍮

## Детерминативы
Детерминативы (определители) — это шумерограммы, которые не произносятся, но указывают класс или природу существительного для ясности, например, в URUḪa-at-tu-ša (𒌷𒄩𒀜𒌅𒊭); URU — это определитель, обозначающий название города, и произносится просто /hattusa/. С другой стороны, собственно шумерограммы — это идеограммы, предназначенные для произношения на хеттском языке.
- DIŠ (ᵐ) 𒁹, мужские личные имена
- DIDLI 𒀸 (суффикс), множественное число или собирательное
- DIDLI ḪI.A 𒀸𒄭𒀀 (суффикс), множественное число
- DINGIR (ᴰ) 𒀭 «божество»
- DUG 𒂁 «сосуд»
- É 𒂍 «дом»
- GAD 𒃰 «лён, ткань»
- GI 𒄀 «трубка; тростник»
- GIŠ 𒄑 «дерево»
- GUD 𒄞 «крупный рогатый скот»
- ḪI.A 𒄭𒀀 (суффикс), множественное число
- ḪUR.SAG 𒄯𒊕 «гора»
- ÍD 𒀀𒇉 «река»
- IM 𒅎 «глина»
- ITU 𒌚 «месяц»
- KAM 𒄰 (суффикс), числительные
- KI 𒆠 (суффикс), в 0,6 % топонимов[4]
- KU6 𒄩 «рыба»
- KUR 𒆳 «страна»
- KUŠ 𒋢 «шкура, мех»
- LÚ 𒇽 «человек, мужчина»
- MEŠ 𒈨𒌍 (суффикс), множественное число
- MEŠ ḪI.A 𒈨𒌍𒄭𒀀 (суффикс), множественное число
- MUL 𒀯 «звезда»
- MUNUS (ᶠ) 𒊩 «женщина», женское личное имя
- MUŠ 𒈲 «змея»
- MUŠEN 𒄷 суффикс, «птица»
- NA₄ 𒉌𒌓 «камень»
- NINDA 𒃻 «хлеб»
- PÚ 𒇥 «источник»
- SAR 𒊬 (суффикс), растение
- SI 𒋛 «рог»
- SÍG 𒋠 «шерсть»
- TU7 𒄰 «суп»
- TÚG 𒌆 «одежда»
- Ú 𒌑 «растение»
- URU 𒌷 «город»
- URUDU 𒍐 «медь»
- UZU 𒍜 «мясо»